# Grimmia caespiticia
Grimmia caespiticia (deutsch Rasiges Kissenmoos) ist eine Laubmoos-Art aus der Familie Grimmiaceae.

## Merkmale
Grimmia caespiticia bildet dichte, oft ausgedehnte, 1 bis 1,5 Zentimeter hohe graugrüne bis schwarzgrüne Polster. Die unteren Stämmchenblätter sind sehr klein und ohne Glasspitze. Die oberen Blätter sind aus der eiförmigen Basis lanzettlich zugespitzt und tragen eine hyaline Stachelspitze. Sie sind oben gekielt, haben eingebogene Ränder und beiderseits der Rippe je eine tiefe Längsfalte. Die Blattlamina ist oben meist zweizellschichtig. Die Zellen sind unten kurz rechteckig, oben rundlich-quadratisch.
Die Sporenkapsel auf der 2 bis 3 Millimeter langen und aufrechten Seta ist kurz zylindrisch, der Deckel kurz geschnäbelt, die Haube (Kalyptra) kappenförmig, klein und hinfällig. Die Art ist diözisch.

## Standortansprüche und Verbreitung
Grimmia caespiticia wächst auf feuchtem Silikatgestein, oft in Schneetälchenfluren, in der alpinen bis nivalen Höhenstufe. In den Zentralalpen Österreichs und der Schweiz ist sie selten bis zerstreut, in Deutschland extrem selten. Weltweit gibt es Vorkommen in den Gebirgen Mittel- und Südeuropas, in der Türkei, im Kaukasus und den Gebirgen im südlichen Sibirien sowie in den westlichen Küstengebieten von Nordamerika.